# Mesalina balfouri
Espèce
Synonymes
- Eremias balfouri Blanford, 1881

Statut de conservation UICN

 LC  : Préoccupation mineure
Mesalina balfouri est une espèce de sauriens de la famille des Lacertidae.

## Répartition
Cette espèce est endémique de Socotra au Yémen.

## Étymologie
Cette espèce est nommée en l'honneur de Bayley Balfour (1853–1922).

## Publication originale
- Blanford, 1881 : Notes on the lizards collected in Socotra by Professor l. Bayley Balfour. Proceedings of the Zoological Society of London, vol. 1881, p. 464-469 (texte intégral).